# Dimelaena tenuis
Dimelaena tenuis är en lavart som först beskrevs av Johannes Müller Argoviensis, och fick sitt nu gällande namn av H. Mayrhofer & Wippel 1996. Dimelaena tenuis ingår i släktet Dimelaena och familjen Caliciaceae.   Inga underarter finns listade i Catalogue of Life.